# Selat Beting
Selat Beting is een bestuurslaag in het regentschap Labuhan Batu van de provincie Noord-Sumatra, Indonesië. Selat Beting telt 4189 inwoners (volkstelling 2010).